# Acuña
Acuña là một đô thị thuộc bang Coahuila, México. Năm 2005, dân số của đô thị này là 126238 người.